# U-Bahnhof Merianplatz
Merianplatz ist ein Bahnhof der U-Bahn Frankfurt. Er liegt auf der B-Strecke und wird von der Linie U4 bedient. Der Bahnhof liegt im Stadtteil Nordend unter der Berger Straße und dem namensgebenden, nach dem berühmten Frankfurter Kupferstecher Matthäus Merian (1593–1650) benannten Merianplatz. Die Station wurde am 31. Mai 1980 eröffnet.

## Lage
Der Bahnhof Merianplatz liegt auf der von der U4 befahrenen B-Strecke zwischen den Stationen Konstablerwache und Höhenstraße. Er ist vom Stadtzentrum aus betrachtet der erste Bahnhof der sogenannten Bornheimer Linie nach deren Ausfädelung aus dem Schnellbahnknoten Konstablerwache, bis zu dem die B-Strecke auch durch die Linie U5 genutzt wird.
Der Merianplatz ist ein gründerzeitlicher Stadtplatz mit der Grundform eines rechtwinkligen Dreiecks, dessen kürzeste Seite durch die Berger Straße gebildet wird. Hier, zwischen den Einmündungen der Kantstraße und der Hegelstraße, liegt der nördliche Ausgang des U-Bahnhofs. Der südliche Ausgang liegt ebenfalls in der Berger Straße, etwa 180 Meter weiter südlich, zwischen Baumweg und Herderstraße.

## Bauweise

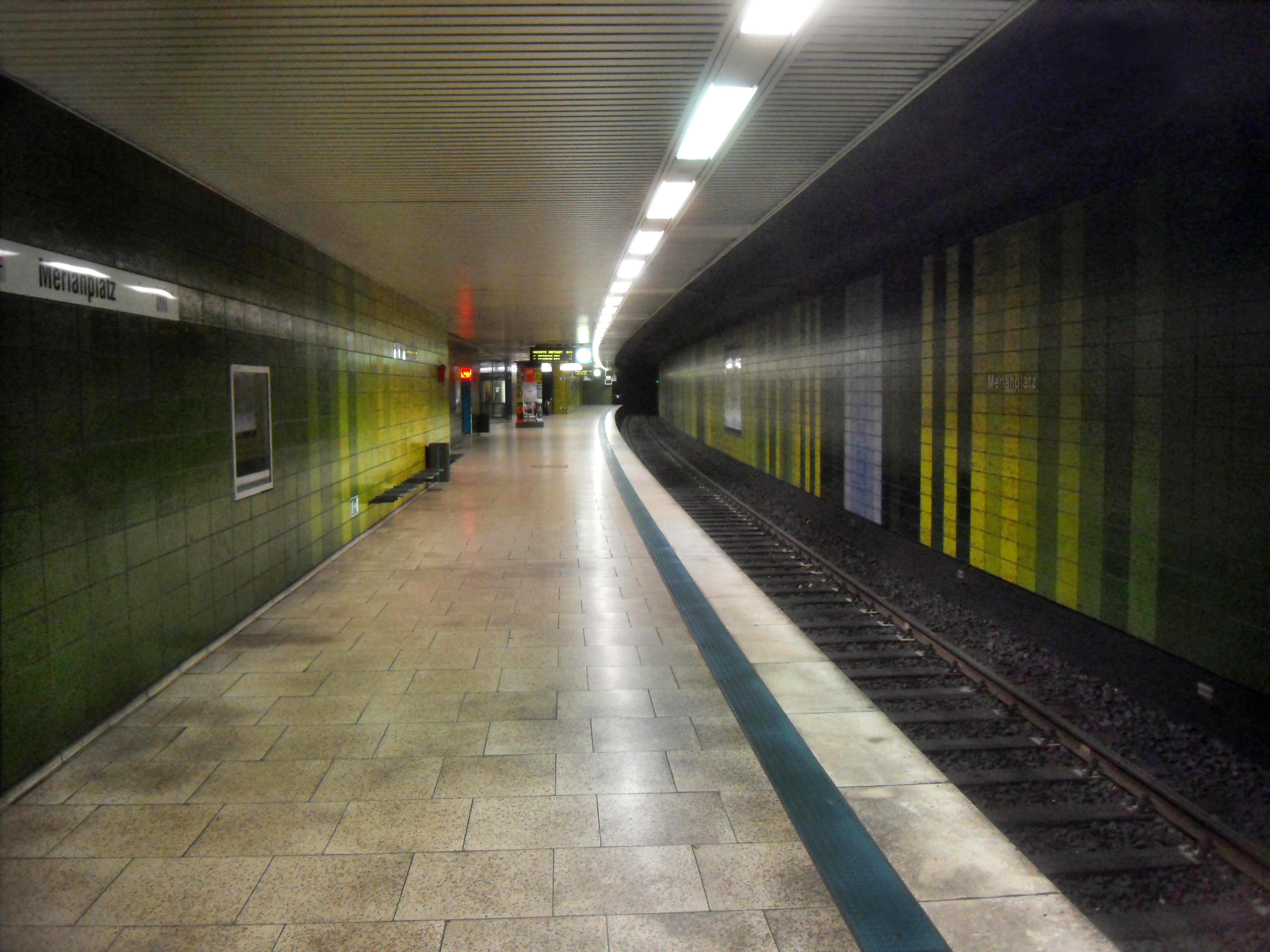
Bahnsteig der D-Ebene des U-Bahnhofs Merianplatz in Richtung Bockenheimer Warte

Aufgrund der geringen Breite der Berger Straße (etwa 17 Meter) wurden die beiden jeweils eingleisigen Tunnelröhren der U-Bahn nicht neben-, sondern übereinander errichtet. Diese aufgrund der tiefen Baugrube und des anstehenden Grundwassers sehr aufwendige Bauweise wurde in Frankfurt an zwei Stellen angewandt, nämlich hier und in der ähnlich schmalen Leipziger Straße in Bockenheim. 
Der Bahnhof besteht deswegen aus drei unterirdischen Ebenen:
- den für Frankfurter U-Bahnhöfe üblichen Zwischenebenen („B-Ebene“) direkt unterhalb des Straßenniveaus, wo sich unter anderem die Fahrkartenautomaten befinden. Solche Zwischenebenen befinden sich an beiden Zugängen.
- der eingleisigen, in Richtung Norden befahrenen, oberen Bahnsteigebene („C-Ebene“),
- der eingleisigen, in Richtung Süden befahrenen, unteren Bahnsteigebene („D-Ebene“).

Die Bahnsteiggleise befinden sich jeweils nordwestlich der Bahnsteige. Die untere Bahnsteighalle wird von der Straße aus über drei Fahrtreppen erreicht. Der Weg führt hierbei über die obere Bahnsteighalle. Die beiden Bahnsteigebenen sind gestalterisch sehr ähnlich ausgeführt und im Prinzip nur anhand der Lage der Fahrtreppen unterscheidbar.
Der Bahnhof wurde in offener Bauweise errichtet, d. h. in einer offenen, aber meist abgedeckten Baugrube, die anschließenden Streckentunnel in bergmännischer Bauweise (Neue Österreichische Tunnelbauweise).

## Architektur

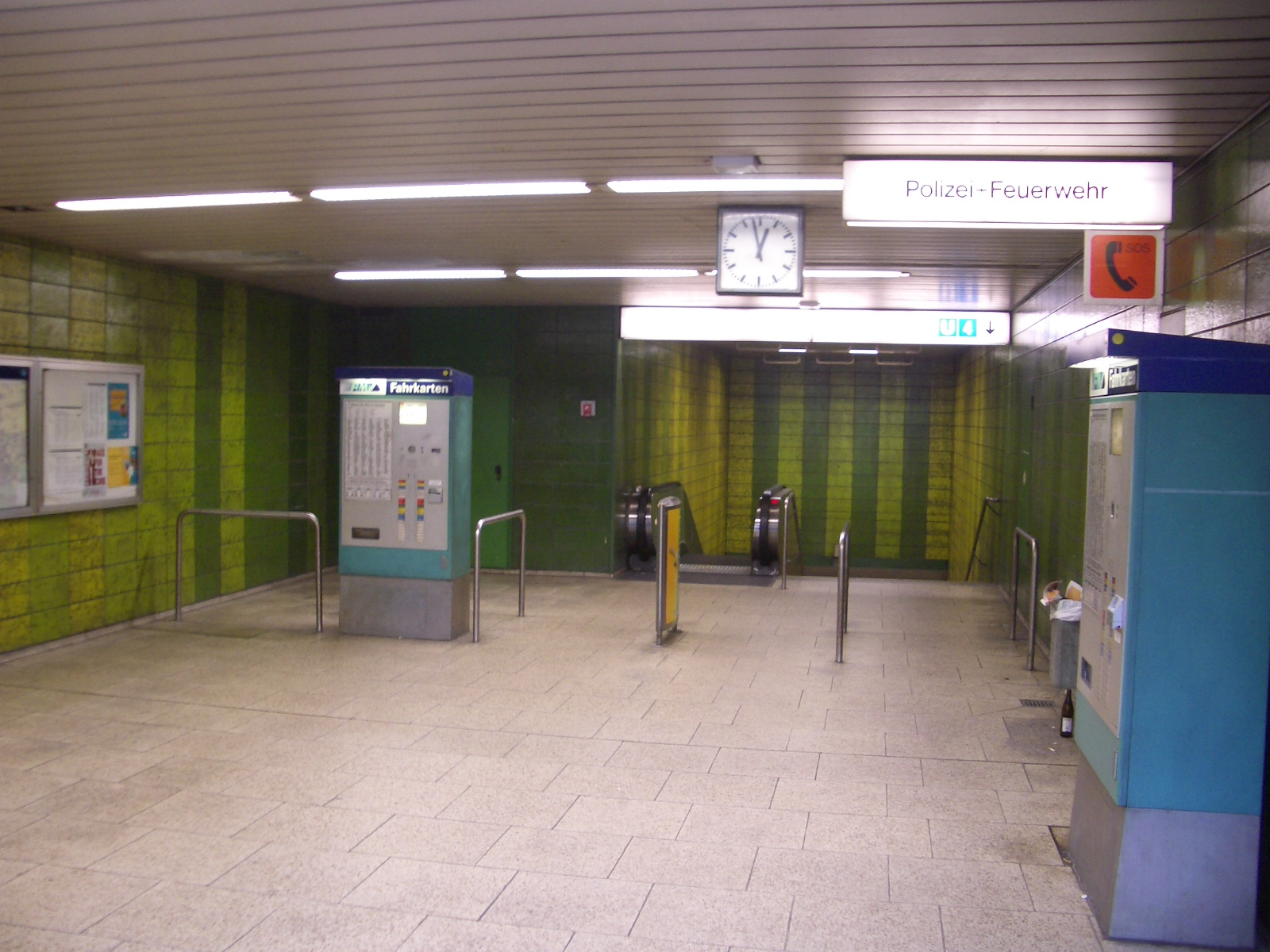
Südliche Zugangsebene

Die Architektur des Bahnhofs ist relativ einfach gehalten und entspricht weitgehend der der anderen Bahnhöfe unter der Berger Straße. Die Entwürfe stammen von den Architektengemeinschaften Wolfgang Bartsch, Anselm Thürwächter und Hans Weber, die in Frankfurt v. a. für das Technische Rathaus bekannt sind, und Max Meid und Helmut Romeick (u. a. Parkhaus Hauptwache und Hochhaus Taunusanlage 11). In der Gestaltung fallen vor allem die in Grüntönen gehaltenen Keramikfliesen auf. Das Farbkonzept stammt von Friedrich Ernst von Garnier.

## Betrieb

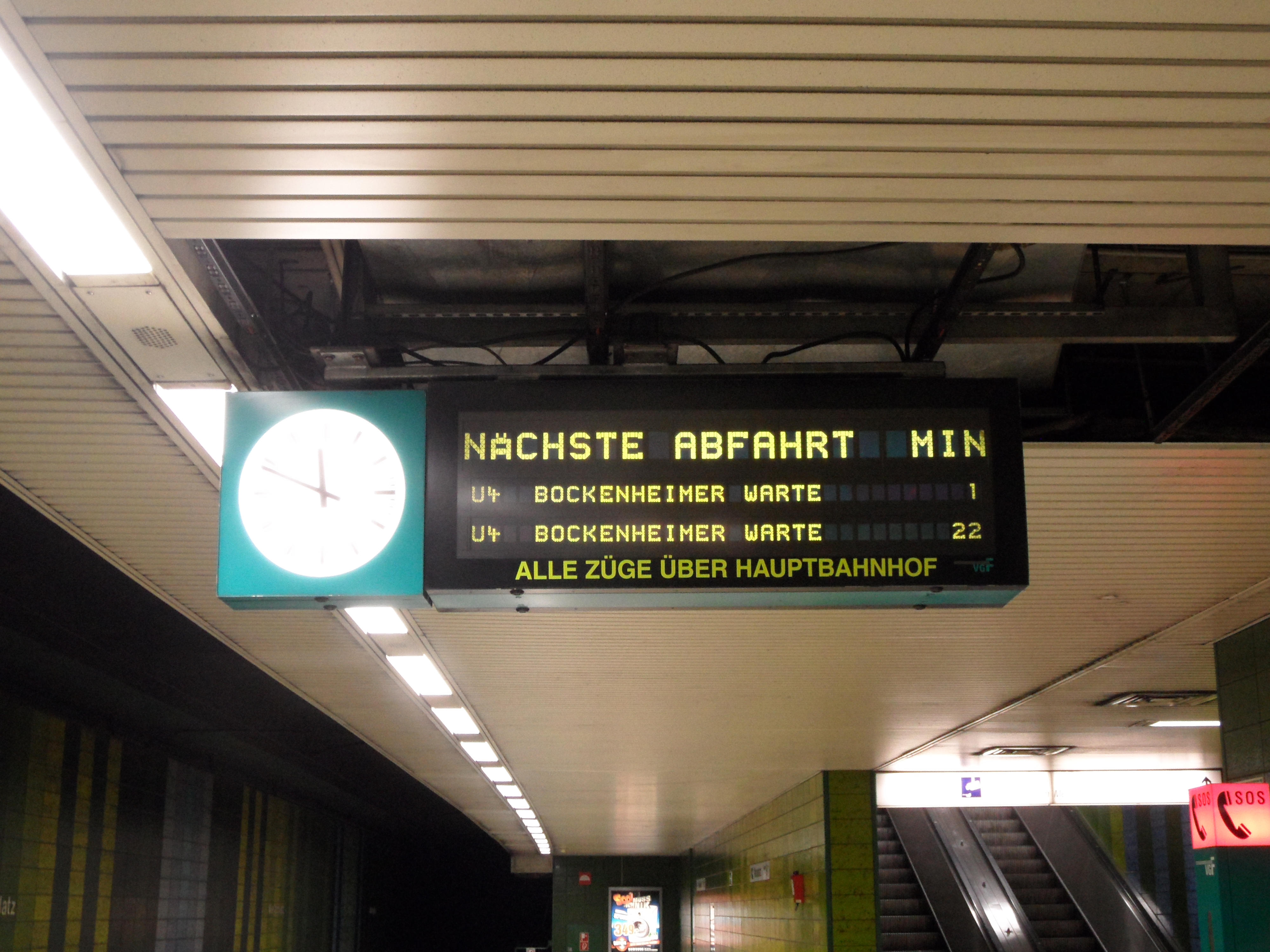
Zugzielanzeiger am Bahnsteig

Der Bahnhof Merianplatz wird von der Linie U4 bedient.
| Linie | Verlauf | Takt |
| ----- | --- | --- |
| S4    | Bockenheimer Warte – Festhalle/Messe – Hauptbahnhof – Willy-Brandt-Platz – Dom/Römer – Konstablerwache – Merianplatz – Höhenstraße – Bornheim Mitte – Seckbacher Landstraße – Schäfflestraße – Gwinnerstraße – Kruppstraße – Hessen-Center – Enkheim | 7/8 min (Bock. Warte–Seckb. Landstr. werktags) 15 min (Seckb. Landstr.–Enkheim werktags) 10 min (Bock. Warte–Seckb. Landstr. so/feiertags) 20 min (Seckb. Landstr.–Enkheim so/feiertags) |